# Росмален
Росма́лен (нидерл. Rosmalen) — город в Нидерландах (провинция Северный Брабант). С 1996 года входит в муниципальные границы Хертогенбоса.

## История
Археологические раскопки позволяют утверждать, что люди проживали в районе современного Росмалена ещё в доисторическую эпоху. Сам населённый пункт впервые упомянут в летописях 815 года как Rosmalla или Rosmella.
В 1309 году Жан II Тихий, герцог Брабанта, даровал Росмалену герб, на котором были изображены плуг и четырёхлепестковый лист клевера. Этот герб с минимальными изменениями просуществовал до 1995 года и чеканился на изготовляемом в Росмалене оружии.

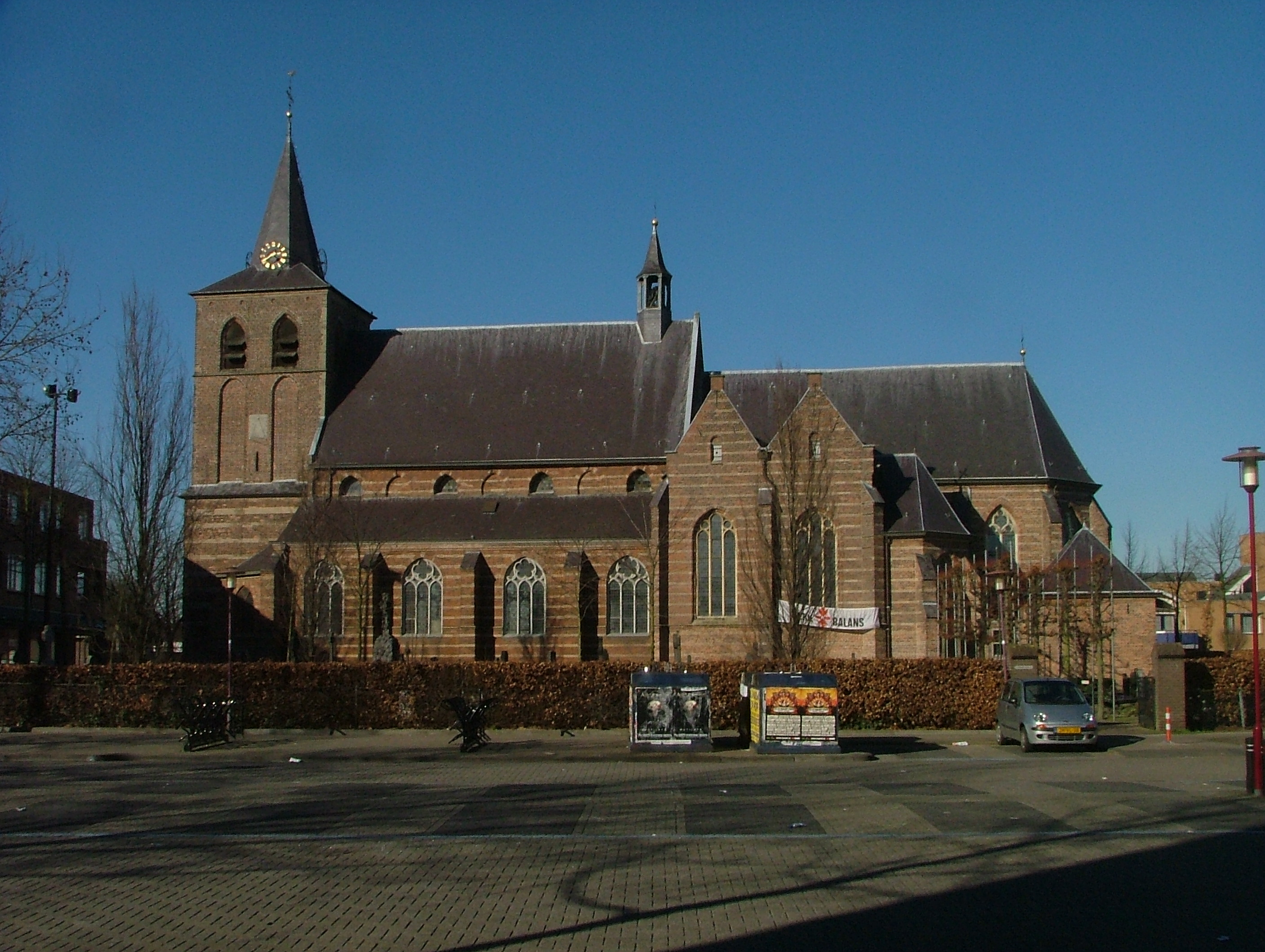
Церковь Святого Ламберта в Росмалене

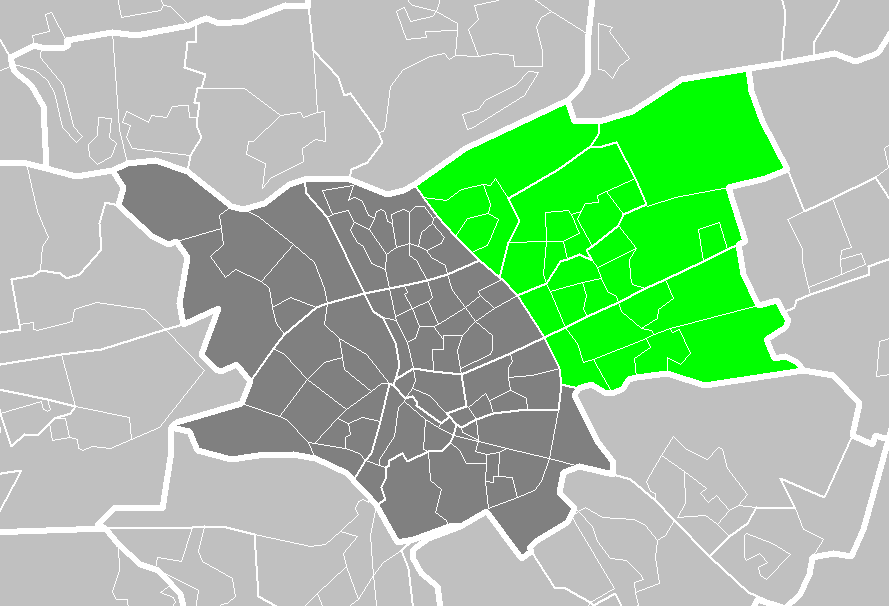
Муниципальные контуры Хертогенбоса (Росмален выделен ярко-зелёным цветом)

В 1434 году рядом с Росмаленом был основан монастырь святой Биргитты.
Во время Нидерландской революции близлежащий город Хертогенбос принял сторону испанцев. В 1629 году после длительной осады войсками штатгальтера Фредерика-Генриха город пал, и окрестные деревни были переданы в собственность государства. Этот шаг негативно отразился на Росмалене с его католической общиной: католическая церковь святого Ламберта была передана под контроль протестантов, под которым она оставалась до 1823 года.
В XVIII веке Росмален переносит несколько серьёзных стихийных бедствий. В 1719 году на него обрушивается засуха, в 1767 году бури, а в 1781 году он переживает эпидемию холеры или дизентерии, за два месяца унёсшую жизни трёх процентов населения.
В 1813 году в Росмалене впервые появляется мэр. К 1960 году население города достигает десяти тысяч, а к 1985 году — 25 тысяч человек. В 1995 году парламент Нидерландов принял закон об объединении муниципалитетов вокруг Хертогенбоса, включая Росмален, в единую муниципальную структуру.

## География
Росмален расположен в низменности и отдельные его районы раньше затапливались протекающим по соседству Маасом. В настоящее время новые районы города возводятся на дамбах.
В городе приморский климат, прохладное лето и мягкая зима.
| Показатель                                                         | Янв. | Фев. | Март | Апр. | Май | Июнь | Июль | Авг. | Сен. | Окт. | Нояб. | Дек. |
| ------------------------------------------------------------------ | ---- | ---- | ---- | ---- | --- | ---- | ---- | ---- | ---- | ---- | ----- | ---- |
| Средняя температура, °C                                            | 2    | 2    | 5    | 8    | 12  | 15   | 17   | 17   | 14   | 11   | 6     | 4    |
| Норма осадков, мм                                                  | 70   | 50   | 50   | 50   | 50  | 65   | 80   | 95   | 80   | 80   | 85    | 85   |
| Источник: Weather Rosmalen. Climat Rosmalen. Temperature Rosmalen. |      |      |      |      |     |      |      |      |      |      |       |      |

## Культура и спорт
В первую неделю августа в Росмалене проводятся ярмарки. В городе расположен музей автомобилей Autotron, в котором с 2005 года также проходит международная выставка велосипедов и мотоциклов FietsVAK
Городской футбольный клуб OJC Rosmalen выступает в высшем любительском дивизионе чемпионата Нидерландов. Город является местом проведения ежегодного международного теннисного турнира. В 1989 году Росмален принимал женский чемпионат мира по международным шашкам, в котором первенствовала советская шашистка Ольга Левина, а в 2007 году — юношеский чемпионат Европы по бейсболу.
В Росмалене действуют две местных радиостанции и местный канал кабельного телевидения.

## Известные горожане Росмалена
- Яссин Абделлауи — футболист, игрок нескольких клубов высшего дивизиона чемпионата Нидерландов
- Аннемари Верстаппен — пловчиха (вольный стиль), трёхкратный призёр Олимпийских игр в Лос-Анджелесе, чемпионка мира 1982 года на дистанции 200 метров
- Карен ван Лит — шашистка, вице-чемпионка мира 1995 года по международным шашкам и участница матча на звание чемпионки мира в 1996 году
- Феликс вон Хейден — футболист, бронзовый призёр Олимпиады 1920 года в Антверпене, мэр Росмалена в 1923—1955 годах
- Ментал Тео — диджей, известный записями в стиле Happy hardcore